# Chrysoperla annae
Chrysoperla annae is een insect uit de familie van de gaasvliegen (Chrysopidae), die tot de orde netvleugeligen (Neuroptera) behoort. 
Chrysoperla annae is voor het eerst wetenschappelijk beschreven door Brooks in 1994.